# Đội tuyển bóng đá nữ quốc gia Eswatini
Đội tuyển bóng đá nữ quốc gia Eswatini là đội tuyển bóng đá nữ của Eswatini do Hiệp hội bóng đá Eswatini quản lý.
Eswatini đã ra mắt thi đấu trong vòng loại cho Giải vô địch châu Phi năm 1998, nơi họ thua các láng giềng, Nam Phi. Eswatini đã không tham dự trong bất kỳ trận đấu vòng loại nào nữa, nhưng họ đã chơi một số trận giao hữu, chủ yếu là với các nước láng giềng. Năm 2008, Eswatini đánh bại Mozambique với tỷ số 3 - 1.

## Thống kê

### Giải vô địch bóng đá nữ thế giới
| Vòng chung kết World Cup | Vòng chung kết World Cup | Vòng chung kết World Cup |
| Năm                      | Kết quả                  |                          |
| ------------------------ | ------------------------ | ------------------------ |
| 1991                     | Không tham dự            |                          |
| 1995                     | Không tham dự            |                          |
| 1999                     | Không vượt qua vòng loại |                          |
| 2003                     | Không tham dự            |                          |
| 2007                     | Không tham dự            |                          |
| 2011                     | Không tham dự            |                          |
| 2015                     | Không tham dự            |                          |
| Tổng                     | 0/7                      |                          |

### Cúp bóng đá nữ châu Phi
| Cúp bóng đá nữ châu Phi | Cúp bóng đá nữ châu Phi  | Cúp bóng đá nữ châu Phi |
| Năm                     | Kết quả                  |                         |
| ----------------------- | ------------------------ | ----------------------- |
| 1991                    | Không tham dự            |                         |
| 1995                    | Không tham dự            |                         |
| 1998                    | Không vượt qua vòng loại |                         |
| 2000                    | Không tham dự            |                         |
| 2002                    | Không tham dự            |                         |
| 2004                    | Không tham dự            |                         |
| 2006                    | Không tham dự            |                         |
| 2008                    | Không tham dự            |                         |
| 2010                    | Không tham dự            |                         |
| 2012                    | Không tham dự            |                         |
| 2014                    | Không tham dự            |                         |
| 2016                    | Không tham dự            |                         |
| Tổng                    | 0/12                     |                         |